# Glenniea adamii
Glenniea adamii là một loài thực vật có hoa trong họ Bồ hòn. Loài này được (Fouilloy) Leenh. mô tả khoa học đầu tiên năm 1975.